# Bistum Carcassonne-Narbonne
Das Bistum Carcassonne-Narbonne (lateinisch Dioecesis Carcassonensis et Narbonensis, französisch Diocèse de Carcassonne et Narbonne) ist ein in Südfrankreich gelegenes Bistum der römisch-katholischen Kirche in Frankreich mit Sitz in Carcassonne. Sein Gebiet entspricht dem Département Aude.

## Geschichte
Das Bistum wurde im Jahre 533 durch Papst Johannes II. als Bistum Carcassonne gegründet und dem Erzbistum Narbonne als Suffraganbistum unterstellt.
Am 29. November 1801 wurde das Erzbistum Narbonne sowie die Bistümer Perpignan-Elne, Alet, Mirepoix und Saint-Papoul mit dem Konkordat von 1801 des Pius VII. aufgegeben und den Bistümern Montpellier und Carcassonne zugeteilt; das Bistum Carcassonne war nun dem Erzbistum Toulouse zugeordnet. 1822 erfolgte aus dem Territorium heraus die Wiederbegründung des Bistums Perpignan-Elne. 2002 erfolgte durch Papst Johannes Paul II. die Zuordnung zum neu geschaffenen Metropolitanbistum Montpellier.
Papst Benedikt XVI. firmierte am 14. Juni 2006 das Bistum Carcassonne zum Bistum Carcassonne-Narbonne.

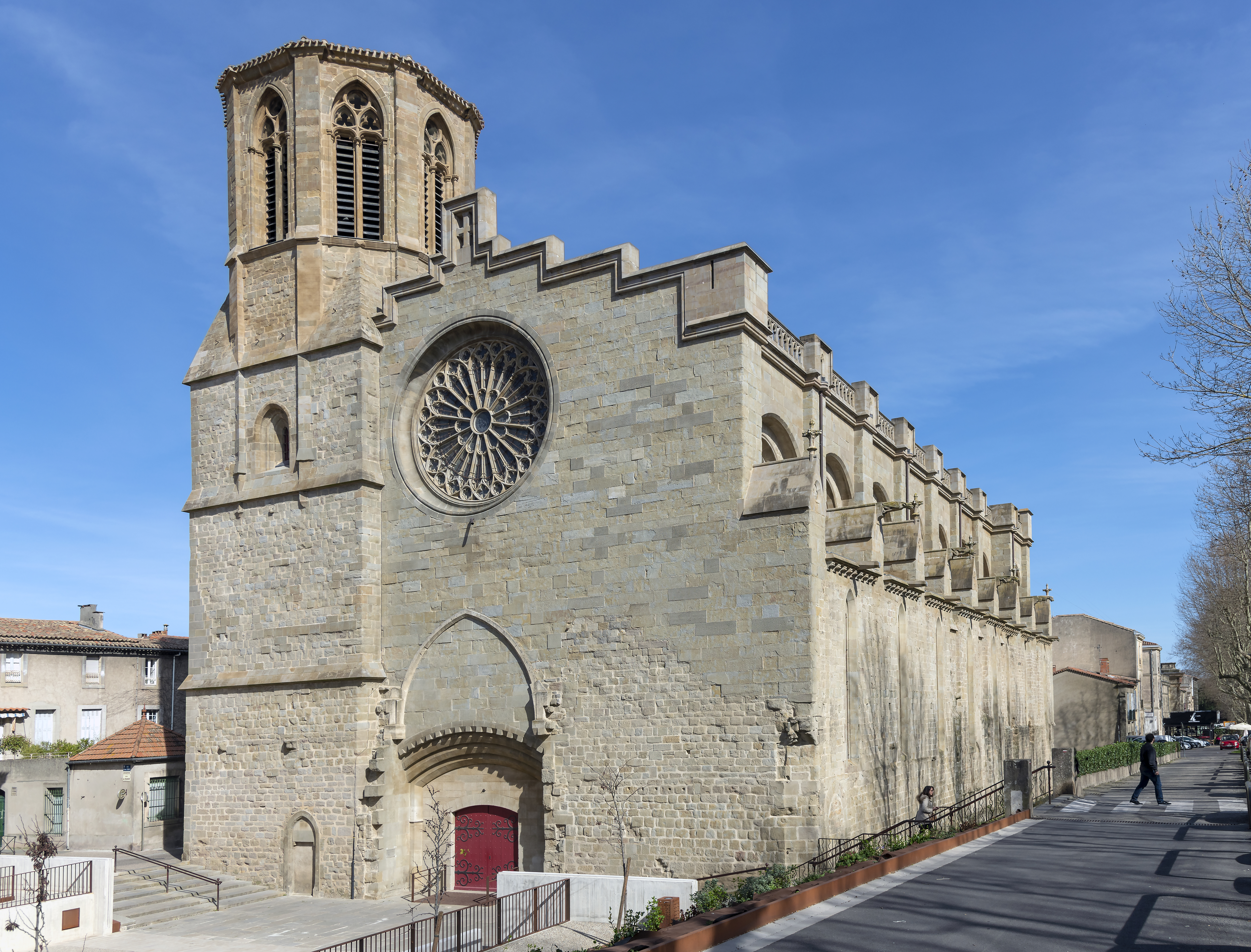
Kathedrale Saint-Michel in Carcassonne
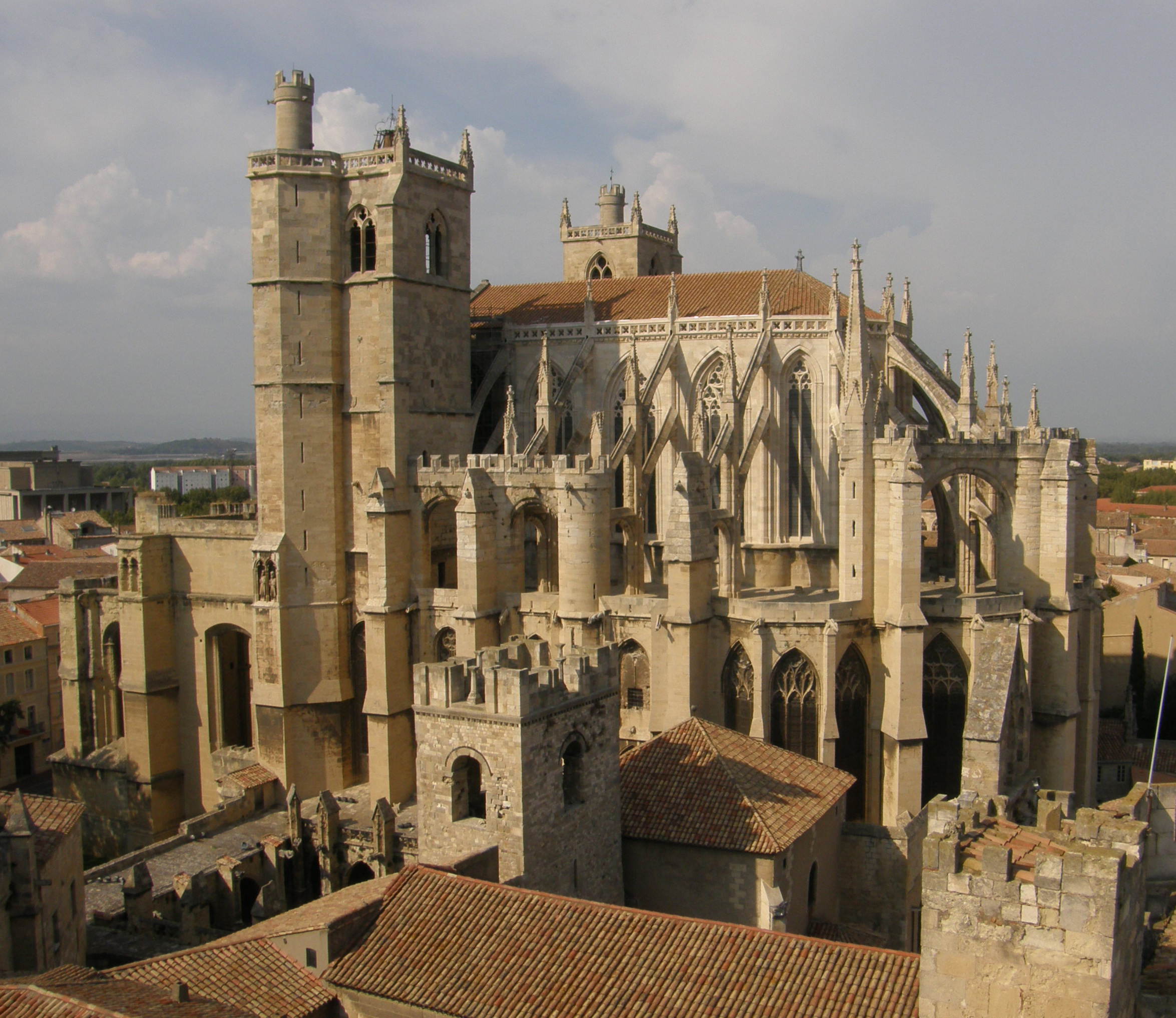
Konkathedrale Saint-Just in Narbonne